# SU(2)의 표현론
리 군의 표현론 연구에서 특수 유니터리 군 {\displaystyle \mathrm {SU} (2)}의 표현에 대한 연구는 반단순 리 군의 표현 연구에 기본이다. 콤팩트 군이자 비가환 군인 리 군의 첫 번째 사례이다. 첫 번째 조건은 표현론이 이산적이라는 것을 의미한다. 표현은 기본적 기약 표현 모음의 직합이다(페터-바일 정리에 의해 지배됨). 두 번째는 1보다 큰 차원에서 기약 표현이 있음을 의미한다.
{\displaystyle \mathrm {SU} (2)}는 {\displaystyle \mathrm {SO} (3)}의 보편 덮개 군이므로 그 표현론은 전사 준동형사상에 따라 후자의 표현론을 포함한다. 이는 이론물리학에서 비상대론적 스핀을 설명하기 위한 {\displaystyle \mathrm {SU} (2)}의 중요성에 기초한다. 다른 물리적, 역사적 맥락은 아래 참조.
아래에 표시된 것처럼 {\displaystyle \mathrm {SU} (2)}의 {\displaystyle m+1}차원 기약 표현은 음이 아닌 정수 {\displaystyle m}으로 아래첨자를 붙인다. 물리학 문헌에서 표현은 {\displaystyle l=m/2}으로 아래첨자를 붙인다. 여기서 {\displaystyle l}는 정수이거나 반정수이고 {\displaystyle 2l+1} 차원이다.

## 리 대수 표현
군의 표현은 {\displaystyle \mathrm {SU} (2)}의 리 대수 {\displaystyle {\mathfrak {su}}(2)}의 표현을 고려하여 찾는다. 군 {\displaystyle \mathrm {SU} (2)}는 단일 연결되어 있으므로 해당 리 대수의 모든 표현은 군 표현으로 통합될 수 있다. 우리는 아래 군 수준에서 표현의 명시적인 구성을 제공할 것이다.

### 실수 리 대수와 복소화된 리 대수
실수 리 대수 {\displaystyle {\mathfrak {su}}(2)}에서 다음과 같은 기저가 있다.
{\displaystyle u_{1}={\begin{bmatrix}0&i\\i&0\end{bmatrix}},\qquad u_{2}={\begin{bmatrix}0&-1\\1&~~0\end{bmatrix}},\qquad u_{3}={\begin{bmatrix}i&~~0\\0&-i\end{bmatrix}}~,}
(이 기저 행렬들은 {\displaystyle u_{1}=+i\ \sigma _{1}\;,\,u_{2}=-i\ \sigma _{2}\;,} {\displaystyle u_{3}=+i\ \sigma _{3}}과 같이 파울리 행렬과 관련된다. )
이 행렬들은 사원수를 표현한다.
{\displaystyle u_{1}\,u_{1}=-I\,,~~\quad u_{2}\,u_{2}=-I\,,~~\quad u_{3}\,u_{3}=-I\,,}
{\displaystyle u_{1}\,u_{2}=+u_{3}\,,\quad u_{2}\,u_{3}=+u_{1}\,,\quad u_{3}\,u_{1}=+u_{2}\,,}
{\displaystyle u_{2}\,u_{1}=-u_{3}\,,\quad u_{3}\,u_{2}=-u_{1}\,,\quad u_{1}\,u_{3}=-u_{2}~.}

여기서 I는 일반적인 2×2 단위 행렬이다. {\displaystyle ~~I={\begin{bmatrix}1&0\\0&1\end{bmatrix}}~.}
결과적으로, 행렬의 교환자는 다음을 충족한다.
{\displaystyle [u_{1},u_{2}]=2u_{3}\,,\quad [u_{2},u_{3}]=2u_{1}\,,\quad [u_{3},u_{1}]=2u_{2}~.}

그런 다음 복소화된 리 대수로 전달하는 것이 편리하다.
{\displaystyle \mathrm {su} (2)+i\,\mathrm {su} (2)=\mathrm {sl} (2;\mathbb {C} )~.}
(대각합 0인 반 자기 수반 행렬과 대각합 0인 자기 수반 행렬은 모든 행렬에 대각합 0을 제공한다.) {\displaystyle \mathbb {C} } 위에서 표현을 다루는 한, 실수에서 복소화된 리 대수 {\displaystyle {\mathfrak {su}}(2)}로 가는 것은 적절하다. 복소화로 넘어가는 이유는 실수 리 대수에는 존재하지 않는 유형의 좋은 기저를 구성할 수 있게 해주기 때문이다.
복소화 된 리 대수는 다음과 같은 세 가지 원소 {\displaystyle X}, {\displaystyle Y}, {\displaystyle H}로 구성된다.
{\displaystyle H={\frac {1}{i}}u_{3},\qquad X={\frac {1}{2i}}\left(u_{1}-iu_{2}\right),\qquad Y={\frac {1}{2i}}(u_{1}+iu_{2})~;}
또는 명시적으로,
{\displaystyle H={\begin{bmatrix}1&~~0\\0&-1\end{bmatrix}},\qquad X={\begin{bmatrix}0&1\\0&0\end{bmatrix}},\qquad Y={\begin{bmatrix}0&0\\1&0\end{bmatrix}}~.}
군의 곱셈표의 자명하지 않거나 동일하지 않은 부분은 다음과 같다.
{\displaystyle H\,X~=~~~~X,\qquad H\,Y~=-Y,\qquad X\,Y~=~{\tfrac {1}{2}}\left(I+H\right),}
{\displaystyle X\,H~=-X,\qquad Y\,H~=~~~~Y,\qquad Y\,X~=~{\tfrac {1}{2}}\left(I-H\right),}
{\displaystyle H\,H~=~~~I~,\qquad X\,X~=~~~~O,\qquad Y\,Y~=~~O~~;}
여기서 O는 2×2 영행렬이다. 따라서 이들의 교환자는 다음과 같다.
{\displaystyle [H,X]=2\,X\,,\qquad [H,Y]=-2\,Y\,,\qquad [X,Y]=H~.}
원소 {\displaystyle H}, {\displaystyle X}, {\displaystyle Y}는 인수 2와 함께 각각 각운동량 연산자 {\displaystyle J_{z}}, {\displaystyle J_{+}}, {\displaystyle J_{-}}로 식별될 수 있다. 인수 2는 수학과 물리학에서 관례가 서로 달라서 들어갔다. 앞으로 결과에서는 두 가지 관례 모두에 대하여 적을 것이다.

### 가중치와 표현의 구조
이 설정에서 {\displaystyle H}의 고유값은 표현의 가중치라고 한다. 다음 기본 결과가 분석의 핵심 단계이다. {\displaystyle v}가 {\displaystyle H}의 고유값 {\displaystyle \alpha }에 대한 고유벡터라고 하자. 즉, {\displaystyle \;H\,v=\alpha \,v~.} 그러면
{\displaystyle {\begin{aligned}H\,(X\,v)~=~(\,X\,H+[H,X]\,)\,v~&=~(\alpha +2)\,X\,v\;,\\[3pt]H\,(Y\,v)~=~(\,Y\,H+\,[H,Y]\,)\,v~&=~(\alpha -2)\,Y\,v~.\end{aligned}}}
다시 말해서, {\displaystyle \,X\,v\,}는 영벡터이거나 {\displaystyle \,H\,}의 고유값 {\displaystyle \,\alpha +2\,}에 대한 고유벡터이다. 그리고 {\displaystyle \,Y\,v\,}는 0이거나 {\displaystyle \,H\,}의 고유값 {\displaystyle \alpha -2}에 대한 고유벡터이다. 따라서 연산자 {\displaystyle \,X\,}는 상승 연산자 역할을 하며 가중치를 2만큼 증가시킨다. {\displaystyle \,Y\,}는 하강 연산자 역할을 한다.
이제 {\displaystyle \,V\,}를 복소화된 리 대수의 기약 유한차원 표현이라고 하자. 그러면 {\displaystyle \,H\,}의 고유값 집합은 유한 집합이다. 따라서, {\displaystyle \,\lambda +2\,}는 더 이상 고유값이 아닌 마지막 고유값 {\displaystyle \;\lambda \in \mathbb {C} \;}이 있어야 한다. {\displaystyle \,v_{0}\,}가 {\displaystyle \,H\,}의 그 고유값 {\displaystyle \lambda }에 대한 고유벡터라 하자.
{\displaystyle H\,v_{0}=\lambda \,v_{0}\;,}
그러면
{\displaystyle X\,v_{0}=0\;,}
이 성립하거나, 그렇지 않으면 위의 항등식이 {\displaystyle \,X\,v_{0}\,}가 고유값 {\displaystyle \lambda +2}을 갖는 고유벡터임을 말한다.
이제 벡터들 {\displaystyle v_{0},v_{1},\ldots }의 "사슬"을
{\displaystyle v_{k}=Y^{k}\,v_{0}}
로 정의하자.
간단한 귀납법에 의해 모든 {\displaystyle k=1,2,\ldots ~.}에 대해
{\displaystyle X\,v_{k}=k\,(\lambda -(k-1))\,v_{k-1}}
임을 보일 수 있다. 이제 {\displaystyle \,v_{k}\,}가 영벡터가 아니면, {\displaystyle H}의 고유값 {\displaystyle \lambda -2k}에 대한 고유벡터이다. 다시 말하지만, {\displaystyle \,H\,}는 고유벡터를 유한개 가지므로 {\displaystyle \,v_{\ell }\,}는 어떤 {\displaystyle \,\ell \,}에 대해 0이어야 한다.(그러면 모든 {\displaystyle \,k>\ell \,}에 대해{\displaystyle v_{k}=0} ).
{\displaystyle v_{m}}가 사슬의  0이 아닌 마지막 벡터라 하자. 즉,{\displaystyle \;v_{m}\neq 0\;}이고 {\displaystyle \;v_{m+1}=0~.} 그럼 당연히 {\displaystyle \;X\,v_{m+1}=0\;}이고, 위의 항등식에 의해 {\displaystyle k=m+1\;,}
{\displaystyle \;0=X\,v_{m+1}=(m+1)\,(\lambda -m)\,v_{m}~.}
{\displaystyle \,m+1\,}은 적어도 1이고 {\displaystyle \,v_{m}\neq 0}이므로, {\displaystyle \,\lambda \,} 음이 아닌 정수 {\displaystyle \,m}와 같아야 한다.
따라서 {\displaystyle \,Y\,}가
{\displaystyle Y\,v_{m}=0,\quad Y\,v_{k}=v_{k+1}\quad (k<m)}
로 작용하는 {\displaystyle \,m+1\,}개 벡터들, {\displaystyle v_{0},v_{1},\ldots ,v_{m}}의 사슬을 얻는다.
그리고 {\displaystyle \,X\,}는
{\displaystyle X\,v_{0}=0,\quad X\,v_{k}=k\,(m-(k-1))\,v_{k-1}\quad (k\geq 1)}

로 작용한다.
그리고 {\displaystyle \,H\,}는
{\displaystyle H\,v_{k}=(m-2k)\,v_{k}~.} .
로 작용한다.({\displaystyle \lambda }를 위의 공식에서 현재 알려진 값 {\displaystyle \,m\,}으로 바꿈)
벡터 {\displaystyle \,v_{k}\,}는 각각 {\displaystyle H}의 서로 다른 고유값에 대한 고유벡터이므로, 선형 독립이어야 한다. 게다가, {\displaystyle \;v_{0},\ldots ,v_{m}\;}로 생성된 집합은 복소화된 리 대수의 작용 하에서는 분명히 불변이다. {\displaystyle V}가 기약이라고 가정했으므로, 이 생성된 집합은 {\displaystyle V}와 같아야 한다.  그리하여 기약 표현이 어떤 모습이어야 하는지에 대한 완전한 설명을 얻게 된다. 즉, 공간의 기저이자 리 대수의 생성자들이 어떻게 작용하는지에 대한 완전한 설명이다. 반대로 임의의 {\displaystyle \;m\geq 0\;}인 경우에는  위의 공식을 사용하고 교환 관계가 유지되는지 확인함으로써 표현을 구성할 수 있다. 그러면 이 표현은 기약으로 나타낼 수 있다.
결론: 음이 아닌 정수 {\displaystyle m} 각각에 대해 최대 가중치 {\displaystyle m}을 갖는 유일한 기약 표현이 있다. 각각의 기약 표현은 이들 중 하나와 동일하다. 최대 가중치{\displaystyle \,m\,}인 표현은 {\displaystyle \,m+1\,}차원이고 중복도 1인 가중치들 {\displaystyle m,m-2,\ldots ,-(m-2),-m}을 갖는다.

### 카시미르 원소
이제 (2차) 카시미르 원소 {\displaystyle C}를 소개한다.
{\displaystyle C=-\left(u_{1}^{2}+u_{2}^{2}+u_{3}^{2}\right)}
{\displaystyle C}를 보편 포락 대수의 원소 또는 각 기약 표현의 연산자로 볼 수 있다. {\displaystyle \,C\,}를 가장 높은 가중치 {\displaystyle \,m\,}를 갖는 표현에 대한 연산자로서 보면, {\displaystyle \,C\,}는 각 {\displaystyle u_{i}}와 교환한다는 것을 쉽게 계산할 수 있다. 따라서 슈어 보조 정리에 따르면, {\displaystyle \,C\,}는 각 {\displaystyle m}에 대한 항등식의 스칼라 배 {\displaystyle c_{m}}로 작용한다. {\displaystyle C}를 기저 {\displaystyle \,\{H,X,Y\}\,}를 통해 쓸 수 있다:
{\displaystyle C=(X+Y)^{2}-(-X+Y)^{2}+H^{2}\;,}
이는 다음과 같이 줄일 수 있다.
{\displaystyle C=4YX+H^{2}+2H~.}
가장 높은 가중치 {\displaystyle \,m\,}을 가진 표현에서 {\displaystyle \,C\,}의 고유값은  {\displaystyle \,C\,}를 가장 높은 가중치 벡터에 적용하여 계산할 수 있다. 이는 {\displaystyle X}에 의해 소멸된다.  따라서
{\displaystyle c_{m}=m^{2}+2m=m(m+2)~.}
물리학 문헌에서 카시미르 원소는 {\textstyle \;C'={\frac {1}{4}}}과 같이 정규화된다. {\textstyle \;\ell ={\frac {1}{2}}\,m}로 첨자를 붙이면 {\displaystyle \,C'\,}의 고유값 {\displaystyle \,d_{\ell }\,}는 다음과 같이 계산된다.
{\displaystyle d_{\ell }={\frac {1}{4}}\,(2\ell )\,(2\ell +2)=\ell \,(\ell +1)~.}

## 군 표현

### 다항식에 대한 조치
{\displaystyle \mathrm {SU} (2)}는 단일 연결이기 때문에 일반적인 결과는 {\displaystyle \mathrm {SU} (2)} 자체의 (복소화된) 리 대수의 모든 표현이 {\displaystyle \mathrm {SU} (2)} 자체의 표현을 발생시킨다는 것을 보여준다. 그러나 군 수준에서 표현을 명시적으로 구현하는 것이 바람직하다. 군 표현은 두 개의 복소수 변수의 다항식 공간에서 실현될 수 있다. 음이 아닌 각 정수 {\displaystyle m}에 대해, {\displaystyle V_{m}}를 복소 이변수 {\displaystyle m}차 동차 다항식 {\displaystyle p}의 공간이라 하자. 그러면 {\displaystyle V_{m}}의 차원은 {\displaystyle m+1}이다. 다음과 같이 각각 {\displaystyle V_{m}}에 대한 {\displaystyle \mathrm {SU} (2)}의 자연스러운 작용이 있다:
{\displaystyle [U\cdot p](z)=p\left(U^{-1}z\right),\quad z\in \mathbb {C} ^{2},\,U\in \mathrm {SU} (2)} .
관련된 리 대수 표현은 단순히 이전 절에서 설명한 것이다. (다항식 공간에 대한 리 대수의 작용에 대한 명시적인 공식은 여기 참조.)

### 특성
표현 {\displaystyle \Pi :G\rightarrow \operatorname {GL} (V)}의 특성은 함수 {\displaystyle \mathrm {X} :G\rightarrow \mathbb {C} }
{\displaystyle \mathrm {X} (g)=\operatorname {trace} (\Pi (g))}
이다.
특성은 콤팩트 군 표현에서 중요한 역할을 한다. 특성은 클래스 함수, 즉 켤레 불변인 것으로 쉽게 볼 수 있다.
{\displaystyle \mathrm {SU} (2)}의 경우 특성이 클래스 함수라는 사실은 문자가 극대 원환면 {\displaystyle T}의 값에 의해 결정됨을 의미한다.  원소는 스펙트럼 정리에 따라 직교 대각선화 가능하므로 {\displaystyle \mathrm {SU} (2)}의 대각 행렬로 구성된다. 가장 높은 가중치 {\displaystyle m}를 갖는 기약 표현은 가중치 {\displaystyle m,m-2,\ldots ,-(m-2),-m}를 갖기 때문에, 연관된 특성이
{\displaystyle \mathrm {X} \left({\begin{pmatrix}e^{i\theta }&0\\0&e^{-i\theta }\end{pmatrix}}\right)=e^{im\theta }+e^{i(m-2)\theta }+\cdots +e^{-i(m-2)\theta }+e^{-im\theta }.}
을  만족함을 쉽게 알 수 있다. 이 표현식은 다음과 같이 단순화할 수 있는 유한 기하 급수이다.
{\displaystyle \mathrm {X} \left({\begin{pmatrix}e^{i\theta }&0\\0&e^{-i\theta }\end{pmatrix}}\right)={\frac {\sin((m+1)\theta )}{\sin(\theta )}}.}
이 마지막 표현은 {\displaystyle \mathrm {SU} (2)}에 대한 바일 지표 공식의 설명일 뿐이다.
실제로, 콤팩트 군의 표현론에 대한 바일의 원래 분석에 따라 리 대수 표현을 전혀 사용하지 않고도 군 관점에서 표현을 완전히 분류할 수 있다. 이 접근 방식에서 바일 지표 공식은 페터-바일 정리와 함께 분류에서 필수적인 역할을 한다. 이 이야기의 {\displaystyle \mathrm {SU} (2)} 사례는 여기에 설명되어 있다.

### SO(3) 표현과의 관계
표현의 모든 가중치가 짝수(만약 {\displaystyle m} 짝수) 또는 모든 가중치가 홀수({\displaystyle m}이 홀수인 경우)이다. 물리적 측면에서 이러한 구별은 중요하다. 짝수 가중치 표현은 회전 군 SO(3)의 일반적인 표현에 해당한다. 대조적으로, 홀수 가중치를 갖는 표현은 사영 표현이라고도 알려진 SO(3)의 이중 값(스피너) 표현에 해당한다.
물리학의 관례에서는 {\displaystyle m}이 짝수임은 {\displaystyle l}이 정수임을 뜻하고 {\displaystyle m}이 홀수임은  {\displaystyle l} 반정수임에 해당한다. 이 두 가지 경우는 각각 정수 스핀과 반정수 스핀으로 설명된다. 홀수 양의 값 {\displaystyle m}을 갖는 표현은 {\displaystyle \mathrm {SU} (2)}를 충실하게 표현하는 반면, 음수가 아닌 {\displaystyle m} {\displaystyle \mathrm {SU} (2)}의 표현은 충실하지 않다.

## 또 다른 접근법
Borel–Weil–Bott 정리의 예를 참조.

## 가장 중요한 기약 표현과 그 응용
{\displaystyle \mathrm {SU} (2)}의 표현은 유클리드 3공간의 회전 군을 이중으로 덮기 때문에 비상대론적 스핀을 설명한다. 상대론적 스핀은 회전 군의 상대론적 버전인 SO + (1;3)을 유사한 방식으로 다루는 {\displaystyle \mathrm {SU} (2)}의 초군인 SL2(C)의 표현론으로 설명된다. {\displaystyle \mathrm {SU} (2)} 대칭은 또한 아이소스핀 과 약한 아이소스핀 (총칭하여 아이소스핀 )의 개념을 지원한다.
{\displaystyle m=1} (즉, 물리학 관례에서 {\displaystyle l=1/2}) 표현은 {\displaystyle \mathrm {SU} (2)}의 기본 표현인 2 표현이다. {\displaystyle \mathrm {SU} (2)}의 원소가 복소수 2 × 2 행렬로 작성되면 이는 단순히 열 2-벡터 의 곱셈이다. 물리학에서는 스핀-½로 알려져 있으며, 역사적으로는 사원수의 곱셈(보다 정확하게는 단위 쿼터니언의 곱셈)으로 알려져 있다. 이 표현은 회전 군 SO(3)의 이중 값 사영 표현으로 볼 수도 있다.
{\displaystyle m=2} (즉, {\displaystyle l=1} )표현은 3 표현, 딸림표현이다. SO(3)의 표준 표현인 3차원 회전을 설명하므로 실수 만으로도 충분하다. 물리학자들은 벡터 중간자와 같은 거대한 스핀-1 입자를 설명하기 위해 이를 사용하지만, 스핀 상태를 물리적 3-공간의 기하학에 고정시키기 때문에 스핀 이론에 대한 중요성은 훨씬 더 높다. 이 표현은 윌리엄 로언 해밀턴이 {\displaystyle \mathrm {SU} (2)}의 원소에 대한 그의 용어인 versors를 도입했을 때 2와 동시에 나타났다. 해밀턴의 작업이 리 군의 등장보다 앞서기 때문에 표준 군론 용어를 사용하지 않는다.
{\displaystyle m=3} (즉 {\displaystyle l=3/2} ) 표현은 델타 중입자 Δ와 같은 특정 중입자에 대한 입자 물리학에서 사용된다.

## 같이 보기
- 회전 연산자(벡터 공간)
- 회전 연산자(양자역학)
- SO(3)의 표현론
- SO(3)와 SU(2)의 연결
- SL(2, R)의 표현론
- 약-전기 상호작용
- 회전 군 SO(3) § 리 대수에 대한 참고 사항